# Equals
Equals (prt: Iguais; bra: Quando Te Conheci) é um filme independente de drama romântico de ficção científica estadunidense de 2015 dirigido por Drake Doremus, produzido por Michael Pruss, Chip Diggins, Ann Ruak, Michael Schaefer e Jay Stern, e escrito por Nathan Parker a partir de uma história de Doremus. É estrelado por Nicholas Hoult e Kristen Stewart como duas pessoas diagnosticadas com uma doença que restaura sua compaixão e emoções humanas em um mundo distópico onde as emoções não existem. Papéis adicionais são interpretados por Guy Pearce e Jacki Weaver.
O filme teve sua estreia mundial na seção de competição internacional do 72º Festival Internacional de Cinema de Veneza. O filme teve sua estreia na América do Norte no programa de Apresentações Especiais do Festival Internacional de Cinema de Toronto de 2015. O filme foi lançado em 26 de maio de 2016 pela DirecTV Cinema antes de estrear em um lançamento limitado em 15 de julho pela A24.

## Enredo
Numa utopia futurística distópica, os cidadãos, conhecidos como "membros", vivem sob o Coletivo, o órgão legislativo que monitora e controla as ações das pessoas. Os cidadãos são estabilizados mentalmente e todas as emoções e a maioria das doenças são erradicadas, com emoção e atividade sexual contrárias às regras da sociedade, e a concepção se dá por meio de inseminação artificial por meio de convocação de concepção.
Silas, cidadão, trabalha como ilustrador do Atmos. Voltando para casa uma noite, ele vê dois cidadãos detidos por oficiais e se lembra de uma suposta epidemia de Síndrome Ligada (SOS), uma "doença" em vários estágios que restaura as emoções humanas. Os sofredores que não tiram a própria vida avançam para o estágio quatro e são detidos no temido Centro de Neuropatia Emocional Defeituosa (DEN), a instituição do Coletivo, da qual ninguém jamais sai. No dia seguinte, no trabalho, um funcionário suicida salta para a morte e os trabalhadores sem emoção analisam friamente o momento. Silas é o único membro do grupo a perceber que sua colega de trabalho Nia teve uma reação emocional. Mais tarde, em uma reunião de equipe, ele novamente vê a expressão de Nia retratando emoção.
No dia seguinte, Silas se distrai durante uma conferência no Atmos, adormece com mais frequência e tem um pesadelo pela primeira vez. Ele vai para um check-upe faz amizade com um oficial chamado Jonas com o estágio 2 SOS. Silas é diagnosticado no estágio 1 e recebe uma receita. No entanto, ele piora, à medida que seus desenhos se emocionam e seu interesse por Nia cresce. Um dia ele segue Nia até o banheiro e a conforta. Ela revela que teve SOS por mais de um ano, escondendo-o para evitar descoberta e ostracismo. Em uma noite diferente no banheiro, ele a beija, mas ouve Leonard, o gerente da empresa, e conversa com ele. Leonard vê a estação de trabalho de Nia ligada e revela que está monitorando Silas. Silas decide conseguir um emprego separado de Nia em uma seção de jardinagem.
Leonard apresenta o substituto de Silas, Dominic, para Nia no dia seguinte. Enquanto conversava com Dominic, ela sofre um leve ataque de ansiedade durante o intervalo do almoço. À noite, enquanto pegava as receitas, Jonas convida Silas para um passeio, e então revela que ele faz parte de um grupo de apoio secreto e oferece ajuda. Ele decide ir, onde conhece outros membros Bess, Peter, Thomas, Gil, Max e Alice, e descobre que os pacientes do DEN na metade do tempo, principalmente por meio de encorajamento, acabam com suas próprias vidas. Nia então aparece em seu apartamento e eles fazem sexo, concordando em passar mais tempo lá. Posteriormente, a cura Ashby ENI para SOS é anunciada e criada com sucesso. Assustados, os dois decidem ir para a Península, uma seção de terra isolada e primitiva, para o apoio perplexo do grupo, que os avisa que eles nunca poderão retornar se tiverem sucesso. Jonas dá instruções a Silas para pedir a Oliver, um piloto, para levá-lo até a Península. Silas e Nia fazem planos para ir a Wellington, o local mais próximo da fronteira, no sábado. No entanto, Nia recebe uma intimação de concepção e vai para a clínica, onde ela descobre que está grávida e por isso é levada ao DEN.
Quase em pânico, Silas visita Jonas sobre a situação, que lhe diz para ficar calmo e voltar para casa. Deprimido, Silas vai para casa e fica triste. Bess, ao ouvir de Jonas e ver que Nia estava no Estágio 4, a leva para uma sala com Jonas e Gilead e eles informam Nia sobre uma paciente falecida no Estágio 3 SOS, Eva. Eles então a ajudam a fingir sua morte trocando implantes de identidade com Eva, para que Eva seja considerada viva e Nia seja considerada morta. Ela consegue e deixa o DEN, mas não encontra Silas em seu apartamento. Enquanto isso, Silas descobre que Bess, Jonas e Gilead foram traídos por Max e receberam a cura. Ele vai ao DEN onde lhe dizem que Nia morreu e então ele pensa em tirar sua vida em um telhado, mas consegue a cura. Ele retorna ao seu apartamento e encontra Nia viva e que seu tratamento para SOS foi em vão. Eles têm apenas cerca de cinco horas antes que o tratamento de Silas tenha efeito total e erradique suas emoções. Na manhã seguinte, um Silas sem emoção se lembra dela, por tê-la amado e seu plano de fuga, mas na verdade não sente o dito amor além da mera lembrança. Mesmo assim, na manhã seguinte, eles colocaram seu plano em ação. Com o coração partido de Nia, eles pegam o trem para Wellington e partem para os desconhecidos da Península. Com alguma empatia por ela (um sinal de seu SOS ressurgindo), Silas se move para se sentar ao lado dela e através do contato físico de segurar sua mão, ele começa a refletir sobre o que sentia por ela. Embora não seja declarado abertamente, está implícito que ele superou a cura.[carece de fontes?]

## Elenco
- Nicholas Hoult como Silas
- Kristen Stewart como Nia
- Guy Pearce como Jonas
- Jacki Weaver como Bess
- David Selby como Leonard
- Kate Lyn Sheil como Kate
- Scott Lawrence como Mark
- Kai Lennox como Max
- Rebecca Hazlewood como Zoe
- Rizwan Manji como Gilead
- Teo Yoo como Peter
- Umali Thilakarathne como Alice
- Aurora Perrineau como Iris
- Toby Huss como George
- Bel Powley como Rachel
- Tom Stokes como Dominic
- Claudia Kim como The Collective (voz)

## Produção
Em outubro de 2013, foi revelado que Drake Doremus estaria dirigindo o filme, com Kristen Stewart e Nicholas Hoult estrelando. Em junho de 2014, Guy Pearce se juntou ao filme, também anunciando que o roteiro do filme foi escrito por Nathan Parker, com Ridley Scott, Michael Schaefer, Ann Ruark e Jay Stern produzindo, enquanto Chip Diggins produziria pela Route One e Mike Pruss, Lee Jea Woo, Choi Pyung Ho e Russel Levine seriam os produtores executivos. Em julho de 2014, Kate Lyn Sheil, Aurora Perrineau e Jacki Weaver se juntaram ao elenco do filme. Inicialmente, o projeto foi implantado na Indian Paintbrush.

### Filmagens
Doremus, Stewart, Hoult e o produtor Michael Pruss participaram de uma coletiva de imprensa em Tóquio em 2 de agosto de 2014 para anunciar o início do filme. A fotografia principal começou em 4 de agosto de 2014 no Japão e continuou até 28 de agosto, após o qual a produção foi transferida para Singapura por mais três semanas. As filmagens terminaram em Singapura em 26 de setembro de 2014.

### Controvérsia de fantasias
Em agosto de 2016, Abby O'Sullivan protestou que precisava dividir os créditos de figurino com Alana Morshead, namorada de Doremus, que já havia trabalhado como atriz e estilista e, afirmou O'Sullivan, não estava envolvida nas tarefas de fabricação ou produção envolvidas com o filme.

## Lançamento
Em setembro de 2014, foi lançada a primeira imagem do filme. Equals foi vendido pela Mister Smith Entertainment para mais de 35 territórios para distribuição no Marché du Film durante o Festival de Cinema de Cannes. Em 29 de julho de 2015, foi anunciado que Equals foi selecionado para concorrer ao Leão de Ouro no 72º Festival Internacional de Cinema de Veneza e teve sua estreia mundial em 5 de setembro. Em 18 de agosto de 2015, foi anunciado o filme foi selecionado para ter sua estreia norte-americana no Festival Internacional de Cinema de Toronto de 2015. Em 16 de outubro de 2015, foi anunciado que a A24 Films, juntamente com a DirecTV Cinema, havia adquirido os direitos de distribuição do filme. O filme foi lançado na DirecTV Cinema em 26 de maio de 2016, antes de estrear em um lançamento limitado em 15 de julho de 2016.
Em Portugal o filme estreou dia 30 de junho de 2016 distribuído pela NOS Audiovisuais. No Brasil, o filme será lançado diretamente em Home video pela distribuidora do filme no país Imagem Filmes a partir do dia 30 de agosto de 2016.

## Recepção
O filme recebeu críticas mistas da crítica de cinema. No agregador de resenhas Rotten Tomate, o filme tem uma taxa de aprovação de 36% com base em 83 resenhas com uma pontuação média ponderada de 5.2/10. O consenso crítico do site diz: "Equals é um deleite para os olhos, mas sua estética futurista não é suficiente para compensar seu ritmo lento e história derivada sem rumo." No Metacritic, o filme tem uma pontuação média ponderada de 43 de 100, com base em 27 críticos, indicando "críticas mistas ou médias".
Peter Debruge da Variety, dando ao filme uma crítica positiva, disse "Kristen Stewart e Nicholas Hoult interpretam cidadãos vivendo em um futuro sem emoções que lutam para entender a atração que sentem um pelo outro neste romance estiloso e simplista de ficção científica." IndieWire deu ao filme um C-, escrevendo que "a verdadeira maravilha, maravilha e mistério sem fôlego de Equals pode ser que algo tão deslumbrantemente branco pode ser tão monótono."